# Antal Melis
Pour les articles homonymes, voir Melis.
Antal Melis, né le 12 mai 1946 à Budapest, est un rameur d'aviron hongrois. 

## Carrière
Antal Melis est médaillé d'argent aux Jeux olympiques d'été de 1968 à Mexico en quatre sans barreur. Il dispute aussi l'épreuve de quatre sans barreur des Jeux olympiques d'été de 1972 à Munich, où il est éliminé dès le premier tour. Aux Championnats d'Europe d'aviron 1971 et 1973, il se classe quatrième de l'épreuve de huit.